# Sony Alpha 5000
NEX-5T
NEX-3N α 5100
Le Sony Alpha 5000 (typographié α 5000) est un appareil photographique hybride de monture E destiné au grand public et plus particulièrement aux débutants, il est commercialisé par Sony Alpha en mars 2014. Dans la gamme Alpha, il remplace à la fois le NEX-3N et le NEX-5T. Son successeur, l'Alpha 5100 est commercialisé dès septembre 2014.

## Présentation et sortie

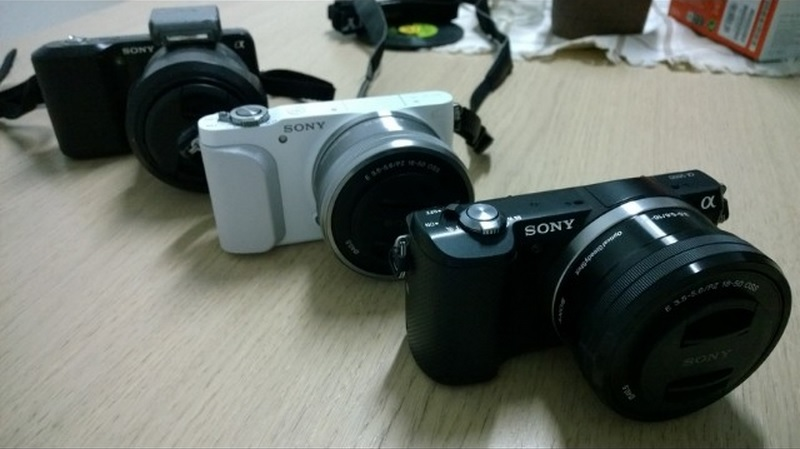
Comparaison d'un A5000 face à un NEX-3N et un NEX-3.

L'Alpha 5000 est officiellement présenté au cours d'une conférence le 7 janvier 2014. Sa commercialisation commence au début du mois de mars de la même année avec deux coloris : noir et argent. Il introduit une nouvelle série d'appareils hybrides qui fait partie de la politique de Sony Alpha qui souhaite recentrer sa gamme et abandonner la dénomination NEX,.
L'A5000 se destine à un public débutant en photographie, notamment les utilisateurs de compacts et de photophones par le biais de sa compacité, de sa connectivité et sa facilité d'utilisation,.

## Design

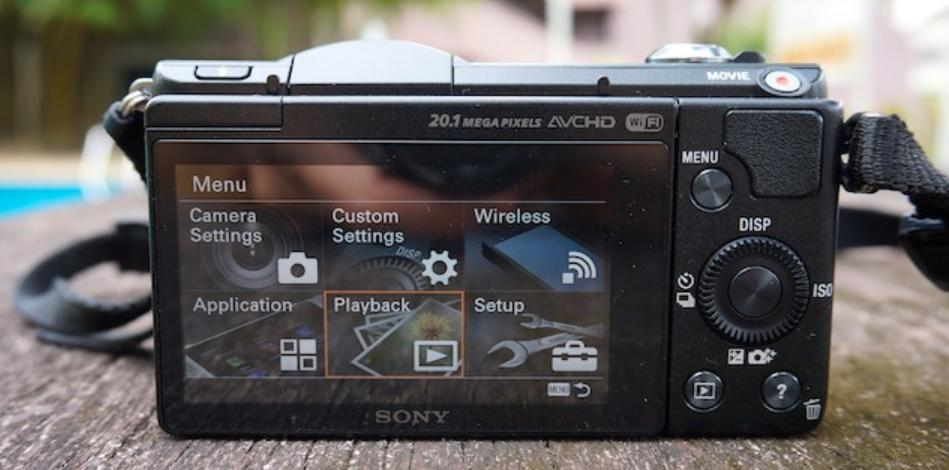
Le menu de l'A5000, ici sous forme de tuiles peut également être affiché de manière classique.

Le design de l'Alpha 5000 reprend la taille du NEX-3N (tout en étant plus fin) avec la forme du NEX-5T. Il abandonne néanmoins le bouton et la molette de réglage ainsi que la cellule réceptrice des télécommandes infrarouges. L'A5000 pèse 269 grammes sans objectif avec des dimensions de 109,6 mm de largeur par 62,8 mm de hauteur et 35,7 mm d'épaisseur (au niveau de la poignée).
L'appareil hérite de l'interface introduite par l'Alpha 7 et la série RX, que Sony souhaite étendre à l’ensemble de la gamme. Elle se présente sous la forme de listes déroulantes à la verticale et à l'horizontale, marquées par les couleurs noire, orange et blanche. L'A5000 reçoit néanmoins une surcouche avec des tuiles, comme les anciens NEX pour le rendre plus accessible au grand public.

## Caractéristiques techniques
L'Alpha 5000 remplace directement le NEX-3N, mais il remplace indirectement le NEX-5T dont il reprend la forme ainsi que de nombreuses technologies. Il est équipé d'un capteur Sony CMOS Exmor de 20,1 mégapixels dont la sensibilité peut atteindre 16 000 ISO. Une nouvelle version du microprocesseur Bionz (dénommée « X ») plus puissante et plus rapide voit le jour. L'écran LCD a une définition 460 000 points mesurant 7,5 cm de diagonale, il est monté sur charnière inclinable à 180° vers le haut pour faciliter les autoportraits. Comme le NEX-5T, l'Alpha 5000 est équipé du Wi-Fi et de la technologie NFC qui permet notamment un transfert rapide des photos vers un smartphone ou une tablette,.

## Accueil
| Forum         | Note   |
| ------------- | ------ |
| LesNumeriques | 4/5    |
| Ephotozine    | 4,5/5  |
| PCmag         | 4,5/5  |
| Chip Online   | 74,6 % |
| DxO Labs      | 79/100 |

L'Alpha 5000 est bien accueilli par la presse pour son rapport prix/performances/encombrement qui le place comme un bon compromis entre le NEX-3N et le NEX-5T.
Le site LesNumeriques lui décerne 4 étoiles, relevant en points positifs la compacité, l'écran orientable à 180°, la connectivité sans fil, la simplicité d'utilisation, la bonne qualité d'image jusqu’à 3 200 ISO, l'interface revue et la disponibilité des modes experts PASM en vidéo. En points négatifs, le site fait état d'un démarrage lent dû au zoom électrique du kit dont la qualité est aléatoire, l'écran est également critiqué car non tactile et souffrant d'une faible définition.

## Concurrence
L'A5000 se place comme appareil « grand-public », il est destiné à tous les utilisateurs amateurs non experts. Il est directement confronté aux hybrides APS-C et Micro quatre tiers que sont les Panasonic GF6, GM1, Olympus PEN (EPM-2, E-PL5 et EP-5) Samsung NX3000, NX300M, Fujifilm X-M1 et X-A1. Il est également placé en alternative des reflex amateurs et débutants qui comptent alors les Canon EOS 700D, 100D, 1200D, Nikon D5300, D3300, Pentax K-50 et K-500 et en interne le SLT Alpha 58.

## Remplacement
Le 4 juillet 2014, Sony Indonésie classe l'ILCE-5100 comme futur modèle. Il est officiellement annoncé le 18 août suivant, il reprend le capteur de 24 mégapixels et l'autofocus de l'Alpha 6000 ainsi que l'écran tactile de 920 000 points du NEX-5T. La sensibilité maximale passe à 25 600 ISO et la rafale à 6 i/s. Esthétiquement, le seul changement par rapport au modèle précédent est le garnissage de la poignée, semblable à celle de l'A6000, et le corps du boîtier d'aspect granuleux, comme l'ancien NEX-6. Sa commercialisation débute à la mi-septembre 2014. La sortie de cet appareil, de ses apports technologiques six mois seulement après la sortie de l'A5000 (qui reste au catalogue) et de son prix élevé sont principalement voués à remplacer définitivement la série NEX-5, abandonnée par Sony et dont le dernier modèle « T » est alors arrivé en fin de production.

Alpha 5100
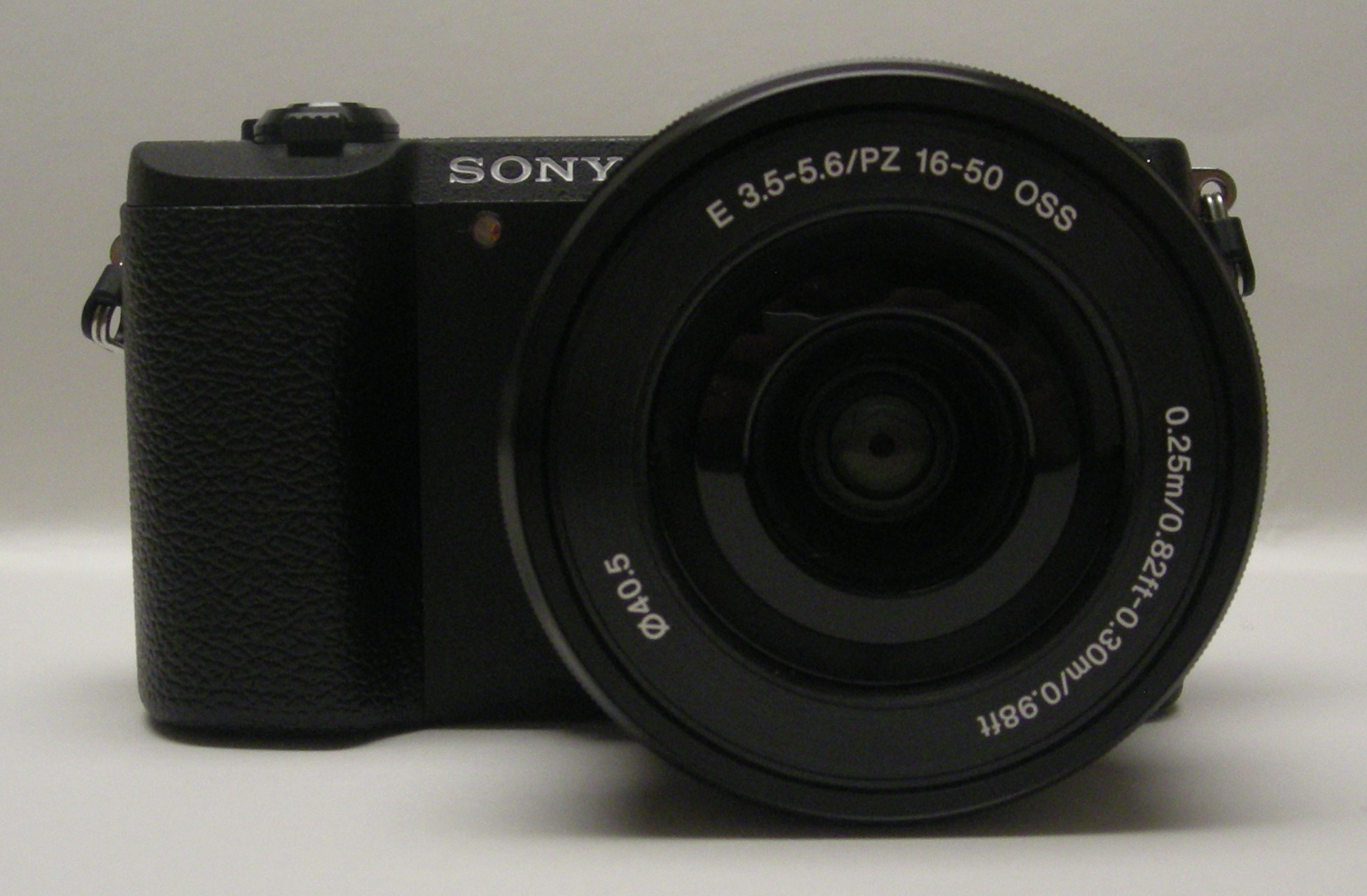
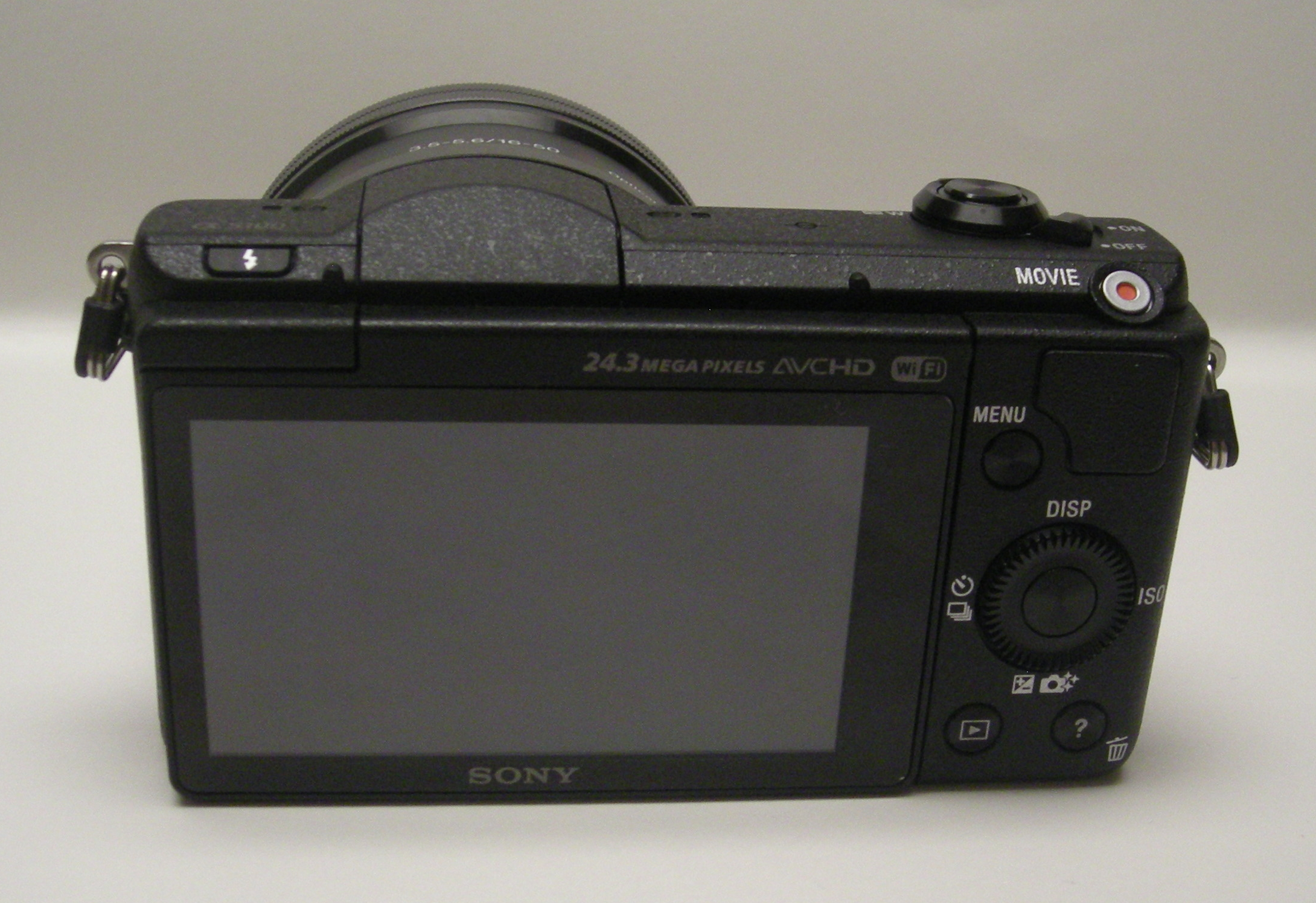
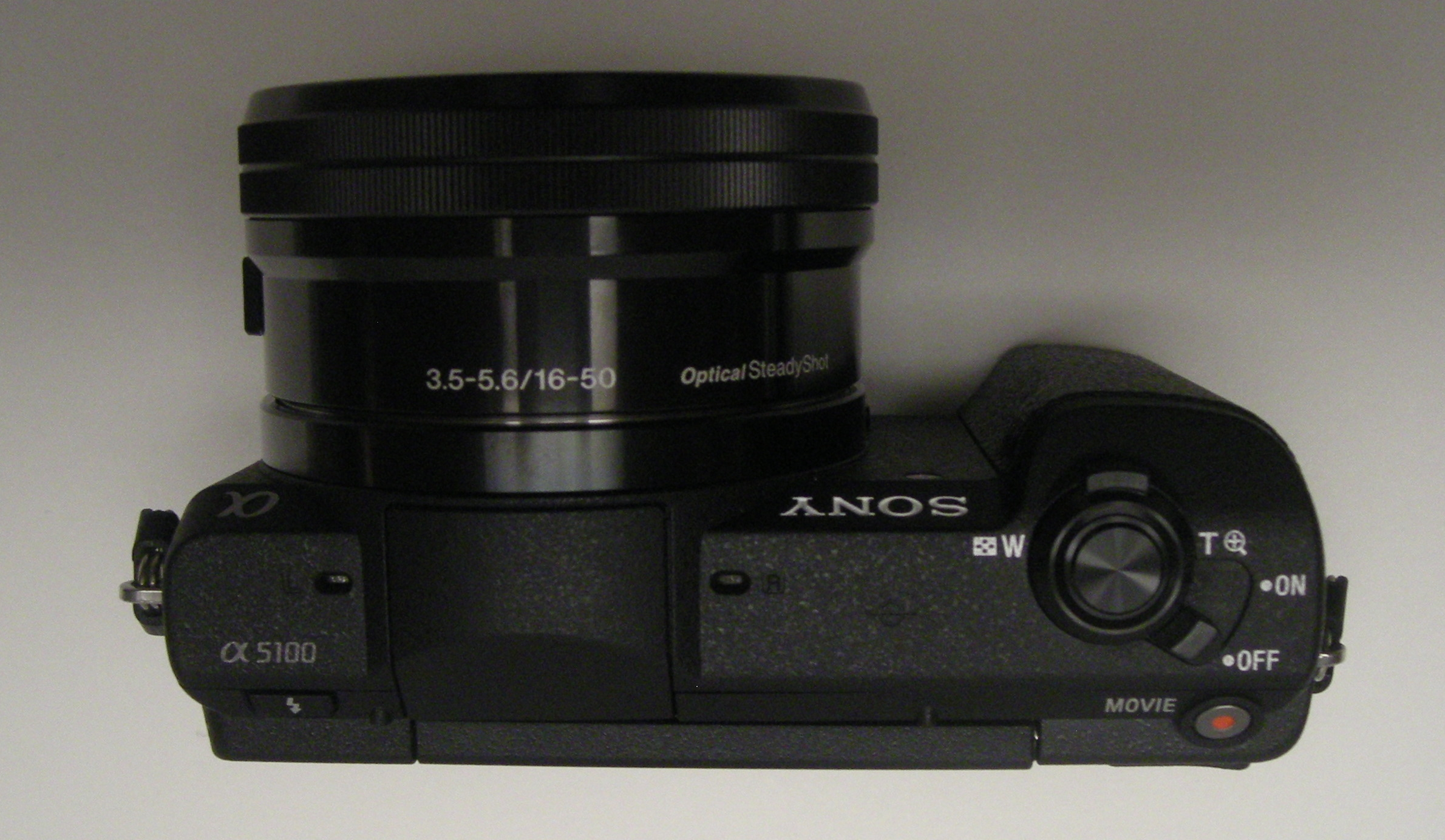